# フリードリヒ・アレクサンダー大学エアランゲン＝ニュルンベルク

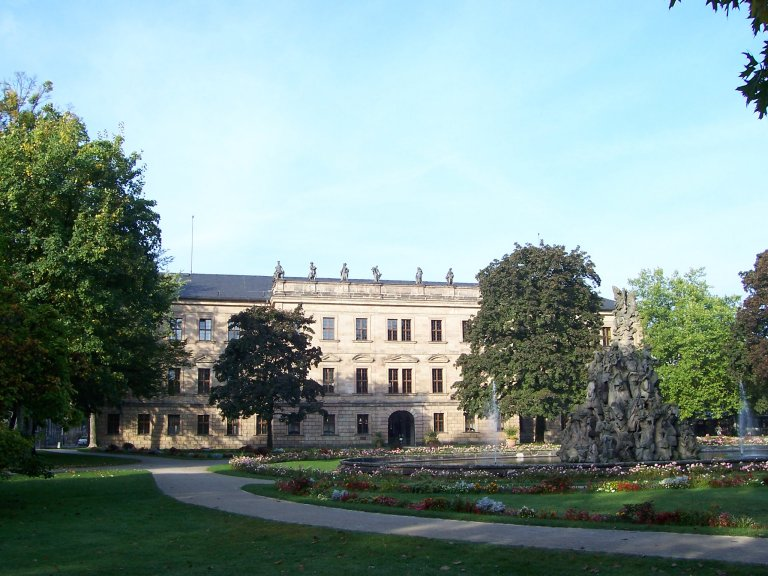

フリードリヒ・アレクサンダー大学エアランゲン＝ニュルンベルク（ドイツ語: Friedrich-Alexander Universität Erlangen-Nürnberg, FAU）は、ドイツ・バイエルン州のエアランゲンおよびニュルンベルクにある大学である。
バイエルン州第2の規模を持ち、11の学部、265の講座を有する。学部はそのうち9学部がエアランゲンに、2学部がニュルンベルクにある。学生数は、2004/05年の冬学期の登録者で24,600名。そのうち、3分の2がエアランゲン、残りがニュルンベルクで学んでいる。海外からの留学生は、およそ2,500名程度になる。教職員は、総数で10,000名以上に及び、バイエルン州では第2位の規模を誇る。加えて、近在の専門の単科大学や各大学とも緊密な連携を持ち、バイエルン州北部では突出した地位を保持している。
2010年に大韓民国の釜山広域市に分校が設立され、2011年から毎年およそ50人の学生を受け入れている。

## 歴史
1742年にブランデンブルク＝バイロイト辺境伯フリードリヒによってバイロイトに設立され、1743年にエアランゲンに移動した。創立時はプロテスタントの大学であったが、次第に世俗化した。
1961年に、ニュルンベルクの1919年設立の経済社会科学単科大学が併合され、大学名にエアランゲン＝ニュルンベルクが付加された。1966年に工学部が設立され、1972年にニュルンベルク教育大学も併合された。2004年に、フュルトにおける新物資・生産過程技術中央研究所 (Zentralinstitut für Neue Materialien und Prozesstechnik，ZMP) の創立が決定され、そのため、フュルトが大学都市になった。
他の大学出張所は、バンベルクにおけるレマイス天文台及びラインフェルドにおけるブロムバッハ湖の水上競技センターである。

## 学部
FAUは、次の学部を有する（創設順）：
- 神学部
- 法学部
- 医学部
- 哲学部 I（哲学,、史学、社会科学）
- 哲学部 II（言語学、文学）
- 自然科学部 I （数学、物理学）
- 自然科学部 II（生物学、化学、薬学）
- 自然科学部 III（地理学、地質学）
- 経済社会科学部
- 工学部
- 教育学部

## 設備
大学の他の設備：
- 付属病院
- 付属図書館
- エアランゲン地方情報処理エアランゲン
- 語学センター
- スポーツセンター
- 大学生活協同組合 (Studentenwerk)
- コレギウム・アレクサンドリヌム - 大学の内外に向けた公開講義などのある講堂

## 関係者

### 教員など
- ユルゲン・ロロフ - 新約聖書学者

### 有名な卒業生
- ヨハン・クリスチャン・ホフマン - ルター派の神学者
- ヘルムート・プレスナー： 哲学的人間学の提唱者のひとり
- ルートヴィヒ・エアハルト  西ドイツ首相
- ハインリヒ・フォン・ピーラー シーメンス社の元社長
- ヘルムト・ハウスマン 西ドイツ元経済大臣

## お城の庭園祭
大学は、1951年から毎年、6月/7月にいわゆるお城の庭園祭 (Schlossgartenfest) と呼ばれる祝祭を催している。この祭りは、バイエルン州の大学の年間行事の中ではその一番の頂点とされている。およそ6,000人の参加者があり、ヨーロッパの庭園祭の中でも最大規模のもののひとつである。 
エアランゲンの中心部にある城の庭園が、野外での大規模な舞踏会の準備に充てられる。各所にダンスの場所が設けられる他に、松明が点され音楽の演奏、テーブルや客席がしつらえられて、飲食の場所もある。催しの開幕は、大規模な花火で始まり、翌日の日曜日にはいわゆる市民の朝の会食がある。催しの間、大学の学生や教授たちと並んでバイエルン州の経済界、政界の著名人たちも訪れる。第一回のお城の庭園祭は、ルドルフ・ポーレ学長の下で開かれた。1969年には学生の騒乱のため、1966年、1980年、そして2000年は天候不良のために開催が見送られている。